# 多明戈·西斯马
多明戈·西斯马·干沙里斯（西班牙語：Domingo Cisma González，1982年2月9日—），西班牙足球運動員，目前效力西甲球隊艾爾切，司職左閘。

## 外部連結
- 桑坦德競技官方檔案 （西班牙文）
- BDFutbol檔案 （页面存档备份，存于） （英文）
- Futbolme檔案 （页面存档备份，存于） （西班牙文）
- Transfermarkt檔案 （页面存档备份，存于） （英文）